# Tekiyeh

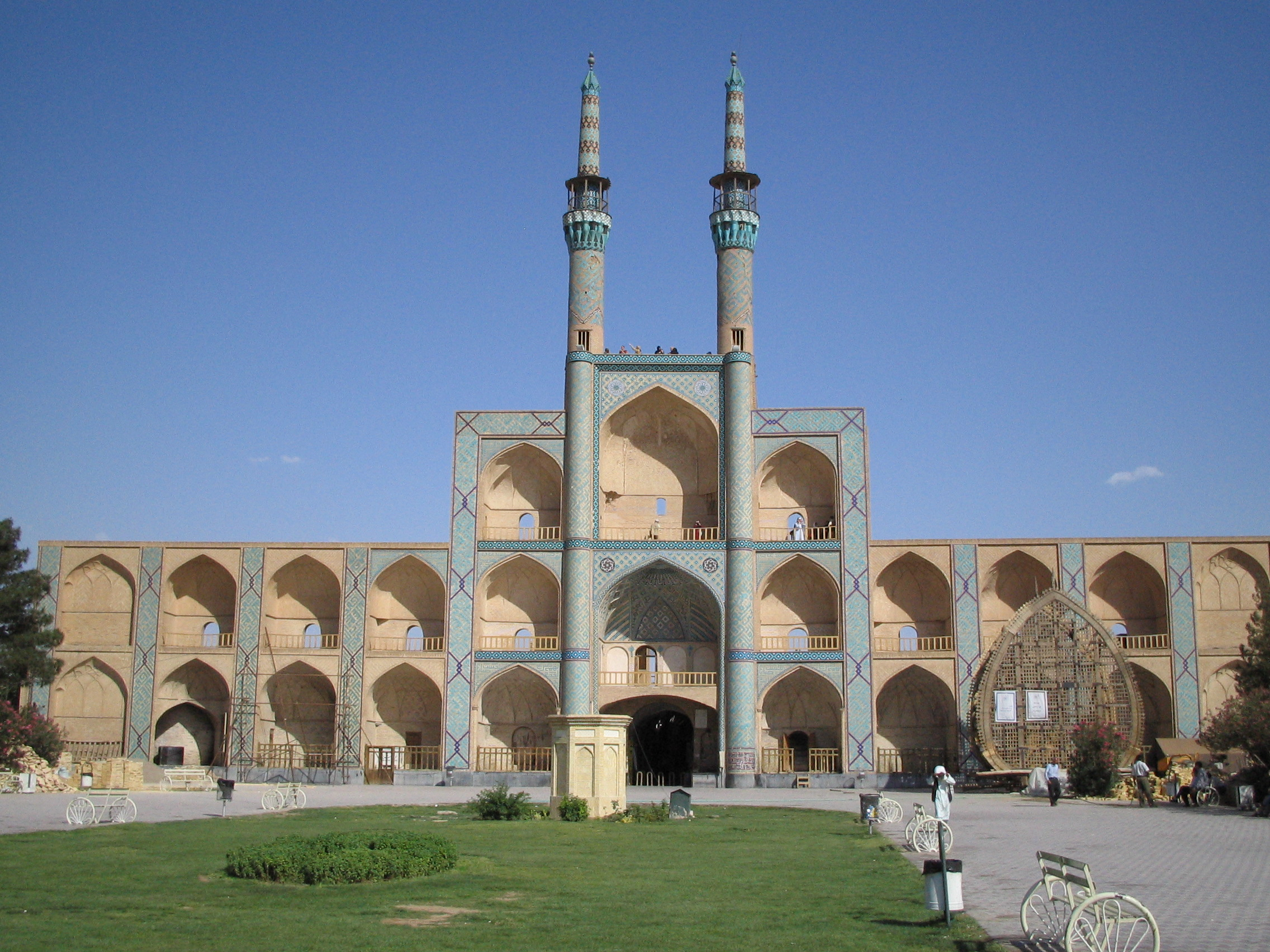
Tekiyeh Amir Chaghmagh à Yazd, Iran. Notez la structure en bois à droite qui est utilisée pendant les cérémonies religieuses.

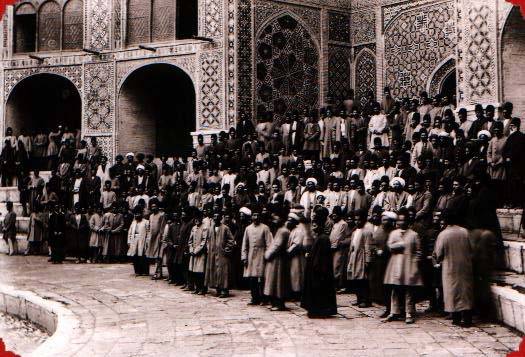
Tekiyeh Dolat à Téhéran, le plus grand Tekiyeh de l'époque Qajare.

Un tekiyeh (persan: تکیه -takye) est un endroit où l'on jouait des tragédies religieuses. En effet, durant le mois de mouharram, les chiites se rassemblent pour commémorer le martyre de Husayn ben Ali (appelé Hossein en Iran) au cours de cérémonies appelées Tazieh.
Ces endroits se rencontrent surtout en Iran. Ils sont en général conçus avec des éléments de l'architecture traditionnelle iranienne.
On dit que Téhéran possédait jusqu'à cinquante tekiyehs à l'époque Qajar.